# Sambangrejo
Sambangrejo is een bestuurslaag in het regentschap Lamongan van de provincie Oost-Java, Indonesië. Sambangrejo telt 1296 inwoners (volkstelling 2010).